# María José Sáenz de Buruaga
María José Sáenz de Buruaga Gómez ([maˈɾia xoˈse ˈsaens de βuˈɾwaɣa ˈɣomeθ]), née le 4 juin 1968 à Suances (province de Santander), est une femme politique espagnole membre du Parti populaire (PP). Elle est présidente de Cantabrie depuis 2023.
Elle commence sa vie politique comme conseillère municipale et présidente du PP dans sa ville natale, au milieu des années 1990. Depuis 1999, elle est députée au Parlement de Cantabrie. Elle est nommée secrétaire générale du Parti populaire de Cantabrie en 2004 puis, quand celui-ci accède au pouvoir, vice-présidente du gouvernement de la communauté autonome et conseillère à la Santé, sous la présidence d'Ignacio Diego.
En 2017, deux ans après le retour du PP dans l'opposition, elle est élue d'extrême justesse présidente régionale du parti face au sortant, Ignacio Diego. Un temps écartée par la direction nationale, elle est finalement cheffe de file aux élections régionales de 2019, qui voient le PP perdre la première place des forces politiques, une première depuis 1991.
Elle conduit de nouveau son parti aux élections régionales de 2023, deux ans après avoir été réélue présidente régionale à la quasi-unanimité et avec le soutien du président national. Elle s'impose avec une majorité relative et devient, un mois plus tard, présidente de Cantabrie.

## Vie privée
María José Sáenz de Buruaga Gómez naît le 4 juin 1968 à Suances, dans la province de Santander. Elle est mariée et mère d'une fille.

## Vie professionnelle
En 1994, María José Sáenz de Buruaga obtient une licence en droit à l'université de Cantabrie. Après avoir suivi des cours de pratique juridique, elle devient avocate. Elle commence par travailler à Santander, puis ouvre son cabinet à Suances.

## Engagement politique

### Débuts locaux
María José Sáenz de Buruaga obtient son premier mandat à 26 ans, lorsqu'elle est élue conseillère municipale de Suances, sur la liste du Parti populaire (PP), aux élections municipales de 1995. Jusqu'en 2003, elle occupe les fonctions de porte-parole de son groupe d'élus.
Présidente du PP de Suances entre 1996 et 2010, elle est élue en 1999 députée au Parlement de Cantabrie.

### Cadre du PP et du gouvernement de Cantabrie
À l'occasion du IXe congrès du Parti populaire de Cantabrie, en novembre 2004, María José Sáenz de Buruaga est nommée secrétaire générale, sous la présidence d'Ignacio Diego.
Pour les élections régionales du 22 mai 2011, elle est chargée de coordonner la campagne du PP. Après qu'il a remporté la majorité absolue, elle est nommée le 28 juin vice-présidente et conseillère à la Santé et aux Services sociaux.

### Présidente régionale du PP
En 2015, le Parti populaire est renvoyé dans l'opposition. Deux ans plus tard, à l'occasion du congrès régional du Parti populaire, María José Sáenz de Buruaga annonce sa candidature à la présidence, se présentant contre Ignacio Diego. Lors des primaires du 8 mars 2017, il s'impose avec 1 558 voix contre 1 422 pour elle, laissant aux délégués des militants le soin de les départager lors de la réunion du congrès. Le 25 mars, les délégués élisent María José Sáenz de Buruaga présidente du Parti populaire de Cantabrie avec une avance de seulement quatre voix sur Ignacio Diego, par 458 voix favorables contre 454.
Pour les élections régionales du 26 mai 2019, elle est dans un premier temps écartée par la direction nationale du PP, qui lui préfère l'athlète et députée régionale Ruth Beitia à la suite d'une réunion tendue au siège du parti au début du mois de janvier. À peine deux semaines et demi plus tard, Ruth Beitia annonce son retrait de la vie politique, renonçant de facto à sa candidature au profit de María José Sáenz de Buruaga. Le scrutin voit le Parti populaire perdre trois de ses douze députés et rétrograder à la deuxième place des forces politiques, une première depuis 1991, derrière le Parti régionaliste de Cantabrie (PRC).
Pour le XIIIe congrès régional du PP, en octobre 2022, elle est la seule candidate en lice. Elle remporte ainsi 99,2 % des voix lors des primaires, organisées le 27 septembre, puis 97,56 % des suffrages parmi les délégués le 7 octobre. Sa réélection a lieu en présence du président national du PP, Alberto Núñez Feijóo. Lors de la guerre interne de l'hiver précédent, elle avait appelé à la démission de Pablo Casado et souhaité que Feijóo postule à la présidence lors d'un congrès extraordinaire qu'elle appelait de ses vœux.

### Présidente de Cantabrie

#### Élections de 2023 et entente avec le PRC
À nouveau cheffe de file aux élections régionales du 28 mai 2023, María José Sáenz de Buruaga permet au PP de retrouver son statut de première force politique, totalisant 15 députés sur 35, soit six de plus que quatre ans auparavant.
Quatre jours plus tard, la direction du PRC annonce sa décision de s'abstenir lors du vote d'investiture afin que María José Sáenz de Buruaga ne dépende pas du parti d'extrême droite Vox, garantissant de facto son accession au pouvoir. L'accord d'investiture entre le PP et le PRC est signé le 16 juin, et prévoit qu'aucun « parti anti-autonomiste » ne puisse siéger au gouvernement, en référence à Vox.

#### Investiture
La nouvelle présidente du Parlement, María José González Revuelta, propose le 26 juin suivant la candidature de María José Sáenz de Buruaga à la présidence de la communauté autonome, et convoque le débat d'investiture pour les 29 et 30 juin suivants.
Dans son discours, elle annonce une diminution généralisée de la fiscalité, avec une baisse de l'impôt sur le revenu pour les classes moyennes et populaires, et la suppression de l'impôt sur le patrimoine. Lors du premier vote, elle échoue — comme prévu — à obtenir le soutien de la majorité absolue des députés, avec 15 voix pour, 12 voix contre et 8 abstentions : elle obtient l'appui du PP, fait face au refus du Parti socialiste (PSOE) et de Vox, et bénéficie bien de l'abstention du Parti régionaliste.
Le 3 juillet, elle est élue, comme attendu, présidente de Cantabrie à la majorité simple. Elle bénéficie, comme lors du premier vote, du soutien du PP et de l'abstention du PRC, tandis que le PSOE et Vox se prononcent contre sa candidature. Elle prête serment deux jours plus tard, dans l'enceinte du Parlement, en présence notamment du président de la Junte de Castille-et-León, Alfonso Fernández Mañueco. Elle dévoile le 7 juillet la composition de son gouvernement : il compte neuf conseillers, aucun n'obtenant le titre de vice-président ni n'exerçant les fonctions de porte-parole, que la présidente entend assumer elle-même.